# Frederikke af Württemberg-Neuenstadt
 Der er flere personer med dette navn, se Frederikke af Württemberg.
Frederikke, hertuginde af Württemberg-Neuenstadt (tysk: Friederike) (27. juli 1699 – 8. maj 1781) var hertuginde og prinsesse af Württemberg-Neuenstadt.
Hun var en datter af hertug Frederik August af Württemberg-Neuenstadt og Albertine Sophie Esther f. grevinde af Eberstein. Hun var født 27. juli 1699 og blev ved Vallø Stifts indvielse 1738 dettes første abbedisse; formodentlig har hun været en veninde af sin jævnaldrende, dronning Sophie Magdalene, hvis orden, l'union parfaite, hun også bar. Hun skal have været usigelig styg og særdeles uelskværdig; i alt fald havde hun et meget uforligeligt sind, og ved hoffet, hvor hun var en jævnlig gæst, lagde hun sig ud med adskillige; endog dronningens søster, fyrstinde Sophie Caroline af Ostfriesland, fornærmede hun med sin onde tunge. Enten hun nu var ked af opholdet i Danmark, som måske heller ikke bekom hendes svagelige helbred vel, eller man her var ked af hende, efter få års forløb opgav hun sin indbringende abbedisseværdighed og rejste 1743 hjem til Neuenstadt am Kocher, hvor hun endnu levede henimod 40 år; død 8. maj 1781.